# Carina Sätterman
Ingrid Carina Sätterman, tidigare gift Karlgren, född 9 maj 1960 i Munkfors, är en svensk socialdemokratisk politiker och undersköterska.
Sätterman började sin politiska karriär 2008 och har tjänstgjort som nämndeman i tingsrätten.
Sätterman tillträdde i april 2020 som kommunstyrelsens ordförande i Degerfors kommun efter att Muris Beslagic avgått. Hon avgick från posten som kommunstyrelsens ordförande i december 2020. 